# オモダカ科
オモダカ科（オモダカか、英: Alismataceae）は、被子植物の科のひとつ。
ほぼ全種が水性の多年草であり，抽水性，浮葉性，沈水性のものが知られる．
主に河川や湿地で生活する湿地性・抽水性の植物。大きなものでは1メートル近いが、小さなものでは葉長は数センチメートル程度である。日本を含むアジア、南北アメリカ大陸と広範囲に分布している。模式属はサジオモダカ属。

## 形態
茎は短く直立する，もしくは匍匐茎となる．ランナーを出し，その先端にシュートを作るものもある．花は水上に伸びる花茎に輪生し，総状，円錐花序となるが，匍匐茎の葉の腋につけるものもある．
両性花をつけるものと単性花をつけるものがあり，雌雄異株の種もある．花は3弁である．

## 分布、生態
世界中に11属、約90種が生育する。湿地やため池、水田などに分布する種がほとんどである。種子で繁殖するほか、塊茎や栄養芽などで繁殖する種も多い。

## 人間との関わり
クワイのように食用に給されるものや、サジオモダカのように薬用に用いられることもある。しかし、ウリカワやオモダカなどのように水田雑草として厄介者扱いされる場合もあるほか、園芸目的やアクアリウムで栽培される場合もある。近年は「メダカのよろこぶ水草」という触れ込みのもと、ホームセンターや園芸店などで販売されていることもある。また、ヘラオモダカなどはゲンゴロウなどのゲンゴロウ類の産卵用水草として重要な種でもある。
日本においてオモダカは「勝ち草」と呼ばれることもあり、戦国武将や大名家でオモダカの葉を意匠化した沢瀉紋が家紋として使用された。前者の例には豊臣氏や木下氏、福島氏があり、毛利氏も副紋として使用している。後者の例では徳川家譜代の家臣水野氏のそれが著名である。一般的に広まった家紋で十大家紋として扱われている。

## 分類

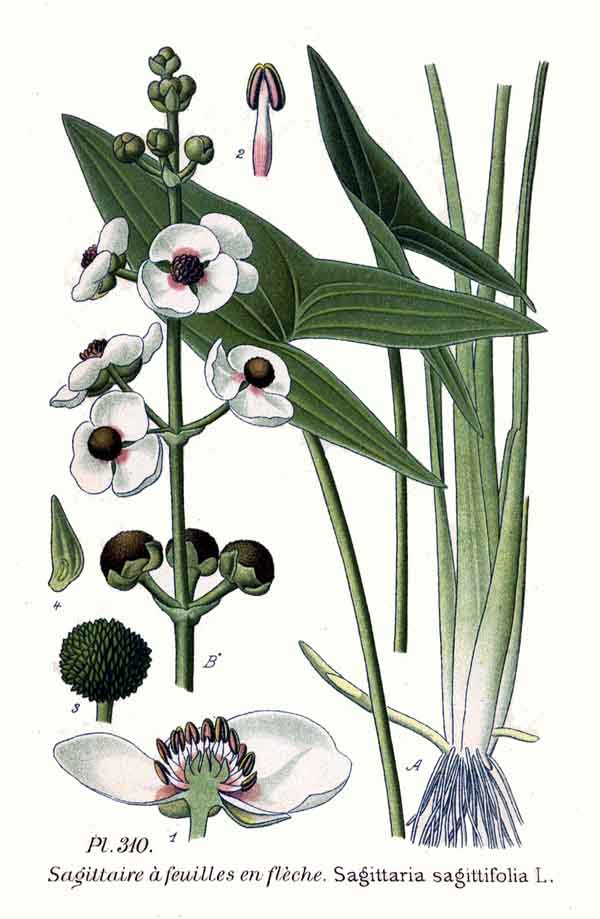
セイヨウオモダカ

日本にはオモダカ属，ヘラオモダカ属，マルバオモダカ属の3属が知られる．

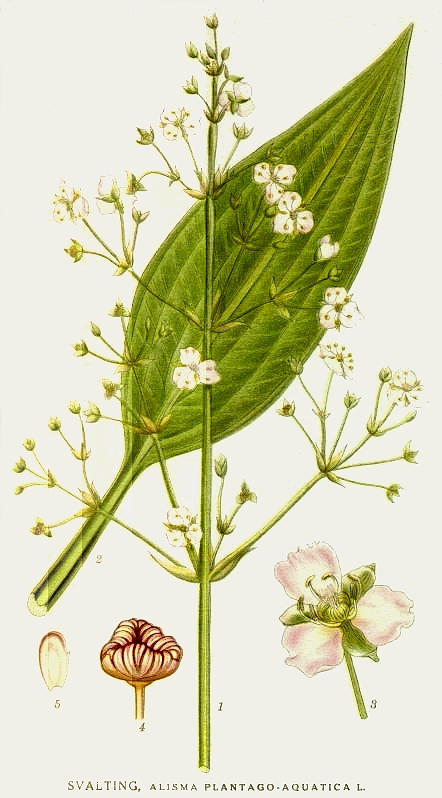
サジオモダカ

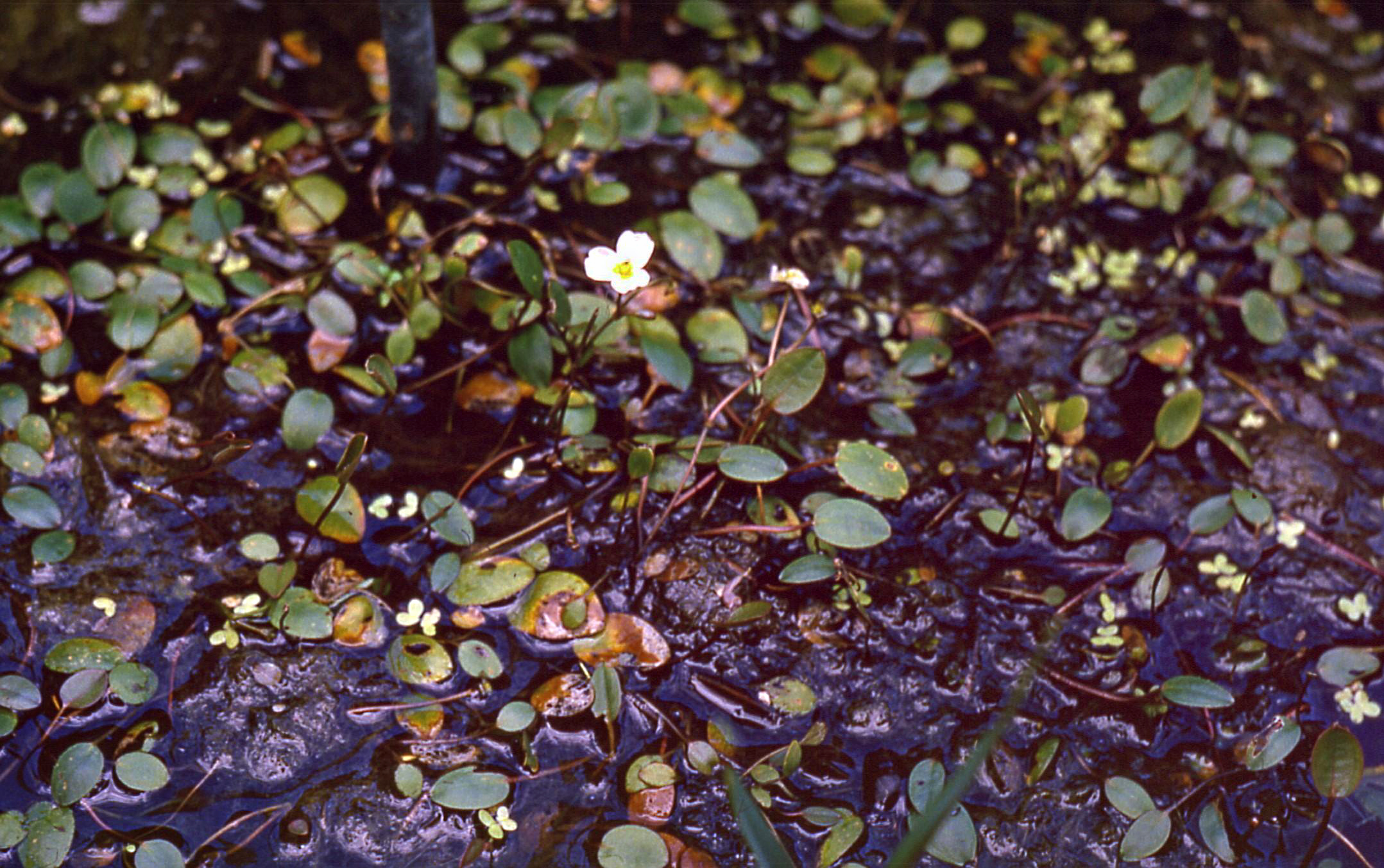
Luronium natans

オモダカ属のみが単性花で，ヘラオモダカ属およびマルバオモダカ属は両性花である．
- サジオモダカ属（Alisma） - 模式属。
  - ヘラオモダカ Alisma canaliculatum 北海道～琉球に分布する抽水植物．葉身の基部が緩やかにつながることでサジオモダカと見分けられる．
  - サジオモダカ Alisma plantago-aquatica var. orientale - 北日本と朝鮮半島、中国東北部に分布する水草。塊茎を澤瀉（たくしゃ、新字体で沢瀉）といい、漢方の薬味の一つで、利尿剤などとして用いられる。啓脾湯、五苓散、猪苓湯、六味地黄丸などの漢方方剤に使われる。
  - トウゴクヘラオモダカ Arisma rarifolium 本州の一部に分布する抽水植物．花茎の第一分岐が2であることなどでヘラオモダカから見分けられる．
- Alismaticarpum - 化石種のみが知られている。
- バルデリア属（Baldellia） - 観賞用水草として、アクアリウムに用いられる。
- Burnatia
- マルバオモダカ属（Caldesia）
  - マルバオモダカ Caldesia parnassifolia - 日本や中国、ヨーロッパ、アフリカなどに分布する浮葉～抽水植物．秋になると花茎に多数の殖芽を形成する．
- Damasonium
- エキノドルス属（Echinodorus） - 観賞用水草として、アクアリウムに用いられる。詳細はエキノドルスを参照。
- Limnophyton
- Luronium - 1属1種。
  - Luronium natans - ヨーロッパに分布。楕円形の浮葉をつけるが、環境によっては細長い水中葉をつけることがある。白い花をつけて種子をつくるほか、塊茎や栄養芽で無性的に繁殖する。
- Ranalisma
- オモダカ属（Sagittaria） - 主にアジアや北米、一部は中南米や南米に分布するグループ。学名の「サジタリア」とは「射手座」のことであるが、葉の形が矢に似ていることから、この名前が付けられたという。
  - オモダカ Sagittaria trifolia - 本属の代表的な種。水田雑草であるが観賞用としても栽培される。矢尻形の葉をつける。日本を含むアジアを中心に分布。改良品種にクワイ - Sagittaria trifolia var. edulisがあり，塊茎を食用とする。その他品種として観賞用の八重オモダカ，吹田クワイ等がある．
  - サジタリア Sagittaria subulata var. subulata - 北米から中米に分布。細長い葉を持ち、葉長は20 - 30cm。アクアリウムの世界では古くから栽培される水草である。葉長が10cmに満たない変種にピグミーチェーン・サジタリア Sagittaria subulata var. pusilla があり，アクアリウムで用いられる．
  - ウリカワ Sagittaria pygmaea - 日本各地に分布する小型の種。細長い葉で、10 - 20cmほどだが、水中葉は水上葉より大きくなる。水田雑草で、休耕田などにみられる。
  - タイリンオモダカ Sagittaria montevidensis
  - セイヨウオモダカ Sagittaria sagittifolia
- Wiesneria - インドなどに生息。
- Sagisma - 化石種のみが知られている。